# جاهجار
جاهجار رمزها «JH» (بالإنجليزية: Jhajjar)‏ ، هو تقسيم إداري لدولة الهند تتبع ولاية هاريانا (بالإنجليزية: Haryana)‏ ، مركزها هو مدينة جاهجار (بالإنجليزية: Jhajjar)‏ عدد سكانها حسب تعداد سنة 2001 هو 887,392 ، مساحتها 1,868 كم² وكثافة السكان 475 لكل كم² .

## أعلام
- آرفيند كومار شارما